# Mario Francesco Pompedda
Mario Francesco Pompedda (Ozieri, 18 aprile 1929 – Roma, 18 ottobre 2006) è stato un cardinale e arcivescovo cattolico italiano.

## Biografia
Ha compiuto gli studi ginnasiali nel seminario arcivescovile di Sassari e gli studi liceali filosofici nel seminario regionale di Cuglieri.
A Roma, quale alunno dell'Almo Collegio Capranica, ha conseguito presso la Pontificia Università Gregoriana la laurea in teologia e presso il Pontificio Istituto Biblico la licenza in sacra scrittura.
Successivamente ha ottenuto la laurea in utroque iure presso la Pontificia Università Lateranense, nonché il titolo di avvocato rotale presso lo Studium Sacrae Romanae Rotae.
Ha ricevuto l'ordine sacro il 23 dicembre 1951. Oltre al ministero di parroco nella parrocchia di Nostra Signora di Guadalupe a Monte Mario, in Roma, è stato consulente ecclesiastico dell'Unione Romana Giuristi Cattolici e ha svolto vari incarichi a partire dal 1955 presso il Tribunale della Rota Romana.
Nominato arcivescovo titolare di Bisarcio il 29 novembre 1997, ha ricevuto l'ordinazione episcopale il 6 gennaio 1998, nella basilica di San Pietro, da papa Giovanni Paolo II, scegliendo come motto Soli Deo (Solo a Dio).
Elevato al rango di cardinale diacono dell'Annunciazione della Beata Vergine Maria a Via Ardeatina da papa Giovanni Paolo II nel concistoro del 21 febbraio 2001, è stato prefetto del Supremo Tribunale della Segnatura Apostolica. È stato inoltre membro della Congregazione del Culto Divino e della Disciplina dei Sacramenti, della Congregazione della Dottrina della Fede, della Congregazione per l'Evangelizzazione dei Popoli e del Pontificio Consiglio per i Testi Legislativi.
Dal 2004 era prefetto emerito del Supremo Tribunale della Segnatura Apostolica.
Partecipò al conclave del 2005 nel quale fu eletto papa Benedetto XVI.
È morto il 18 ottobre 2006 a Roma per un'emorragia cerebrale.
Le esequie si sono tenute il 20 ottobre alle ore 17 all'altare della Cattedra della basilica di San Pietro. La liturgia esequiale è stata presieduta da papa Benedetto XVI. La salma è stata sepolta temporaneamente nella tomba del capitolo della cattedrale nel cimitero di Ozieri.
Il 18 febbraio 2010 le sue spoglie sono state tumulate in un sarcofago appositamente costruito nella cattedrale di Ozieri presso la cappella del Santissimo Sacramento. La messa di requiem è stata celebrata alle ore 17 e presieduta dal vescovo di Ozieri Sergio Pintor. Alla fine della messa mons. Giuseppe Sciacca, giudice della Rota Romana e per lungo tempo suo collaboratore, ha letto un messaggio speciale inviato per l'occasione dal cardinale segretario di Stato Tarcisio Bertone a nome di papa Benedetto XVI.

## Genealogia episcopale e successione apostolica
La genealogia episcopale è:
- Cardinale Scipione Rebiba
- Cardinale Giulio Antonio Santori
- Cardinale Girolamo Bernerio, O.P.
- Arcivescovo Galeazzo Sanvitale
- Cardinale Ludovico Ludovisi
- Cardinale Luigi Caetani
- Cardinale Ulderico Carpegna
- Cardinale Paluzzo Paluzzi Altieri degli Albertoni
- Papa Benedetto XIII
- Papa Benedetto XIV
- Papa Clemente XIII
- Cardinale Enrico Benedetto Stuart
- Papa Leone XII
- Cardinale Chiarissimo Falconieri Mellini
- Cardinale Camillo Di Pietro
- Cardinale Mieczysław Halka Ledóchowski
- Cardinale Jan Maurycy Paweł Puzyna de Kosielsko
- Arcivescovo Józef Bilczewski
- Arcivescovo Bolesław Twardowski
- Arcivescovo Eugeniusz Baziak
- Papa Giovanni Paolo II
- Cardinale Mario Francesco Pompedda

La successione apostolica è:
- Vescovo Giovanni Dettori (2004)